# Torneo Apertura 2005 (El Salvador)
El Torneo Apertura 2005 fue el decimoquinto torneo corto desde la creación del formato de un campeonato Apertura y Clausura, que se juega en la Primera División de El Salvador. CD Vista Hermosa se proclamó campeón por primera vez en su historia.

## Ascenso  y  descenso
| Pos | Descendido de Primera División 2003/04 |
| --- | -------------------------------------- |
| 8º  | CD Municipal Limeño                    |
| 10º | CD Once Lobos                          |

| Pos | Ascendido de la Segunda División |
| --- | -------------------------------- |
| 1º  | CD Chalatenango                  |
| 2º  | CD Vista Hermosa                 |

## Tabla de clasificación
|  |     | Equipos de fútbol   | PJ | G  | E | P  | GF | GC | Dif | Pts |
|  | --- | ------------------- | -- | -- | - | -- | -- | -- | --- | --- |
|  | 1.  | AD Isidro Metapán   | 18 | 10 | 6 | 2  | 25 | 13 | +12 | 36  |
|  | 2.  | CD Vista Hermosa    | 18 | 10 | 1 | 7  | 28 | 26 | +2  | 31  |
|  | 3.  | CD Luis Ángel Firpo | 18 | 7  | 6 | 5  | 27 | 17 | +10 | 27  |
|  | 4.  | CD Once Municipal   | 18 | 7  | 5 | 6  | 25 | 20 | +5  | 26  |
|  | 5.  | San Salvador FC     | 18 | 6  | 6 | 6  | 22 | 26 | -4  | 24  |
|  | 6.  | CD Águila           | 18 | 5  | 8 | 5  | 24 | 20 | +4  | 23  |
|  | 7.  | CD FAS              | 18 | 5  | 7 | 6  | 21 | 21 | 0   | 22  |
|  | 8.  | Alianza FC          | 18 | 5  | 5 | 8  | 20 | 27 | -7  | 20  |
|  | 9.  | CD Chalatenango     | 18 | 5  | 5 | 8  | 15 | 29 | -14 | 20  |
|  | 10. | Atlético Balboa     | 18 | 3  | 5 | 10 | 26 | 36 | -10 | 14  |

## Fase final
|  | Semifinales    | Semifinales | Semifinales    |   |               | Final | Final |  |
|  |                |             |                |   |               |       |       |  |
|  |                |             |                |   |               |       |       |  |
|  | Firpo          | 1           | 1 (2)          |   |               |       |       |  |
|  | Firpo          | 1           | 1 (2)          |   |               |       |       |  |
|  | Vista Hermosa  | 0           | 2 (4) P        |   |               |       |       |  |
|  | Vista Hermosa  | 0           | 2 (4) P        |   | Vista Hermosa | 2     |       |  |
|  |                |             |                |   | Vista Hermosa | 2     |       |  |
|  |                |             | Isidro Metapán | 0 |               |       |       |  |
|  | Once Municipal | 1           | Isidro Metapán | 0 | 0             |       |       |  |
|  | Once Municipal | 1           |                |   | 0             |       |       |  |
|  | Isidro Metapán | 2           | 0              |   |               |       |       |  |
|  | Isidro Metapán | 2           | 0              |   |               |       |       |  |
|  |                |             |                |   |               |       |       |  |

### Final
| 18 de diciembre de 2005 | Vista Hermosa   | 2:0 | Isidro Metapán | Estadio Cuscatlán, San Salvador |  |
|                         | Deras 108' 122' |     |                |                                 |  |

| Bandera de El Salvador             |
| Campeón CD Vista Hermosa 1° título |